# Rosenkehl-Sternkolibri
Der Rosenkehl-Sternkolibri (Doricha eliza) oder manchmal auch Elisakolibri oder Elizakolibri ist eine Vogelart aus der Familie der Kolibris (Trochilidae). Die Art hat ein nur kleines Verbreitungsgebiet in Mexiko und ist somit endemisch. Im Verbreitungsgebiet gibt es wiederum nur kleine Populationen. Der Bestand wird von der IUCN als „potenziell gefährdet“ (near threatened) eingestuft.

## Merkmale

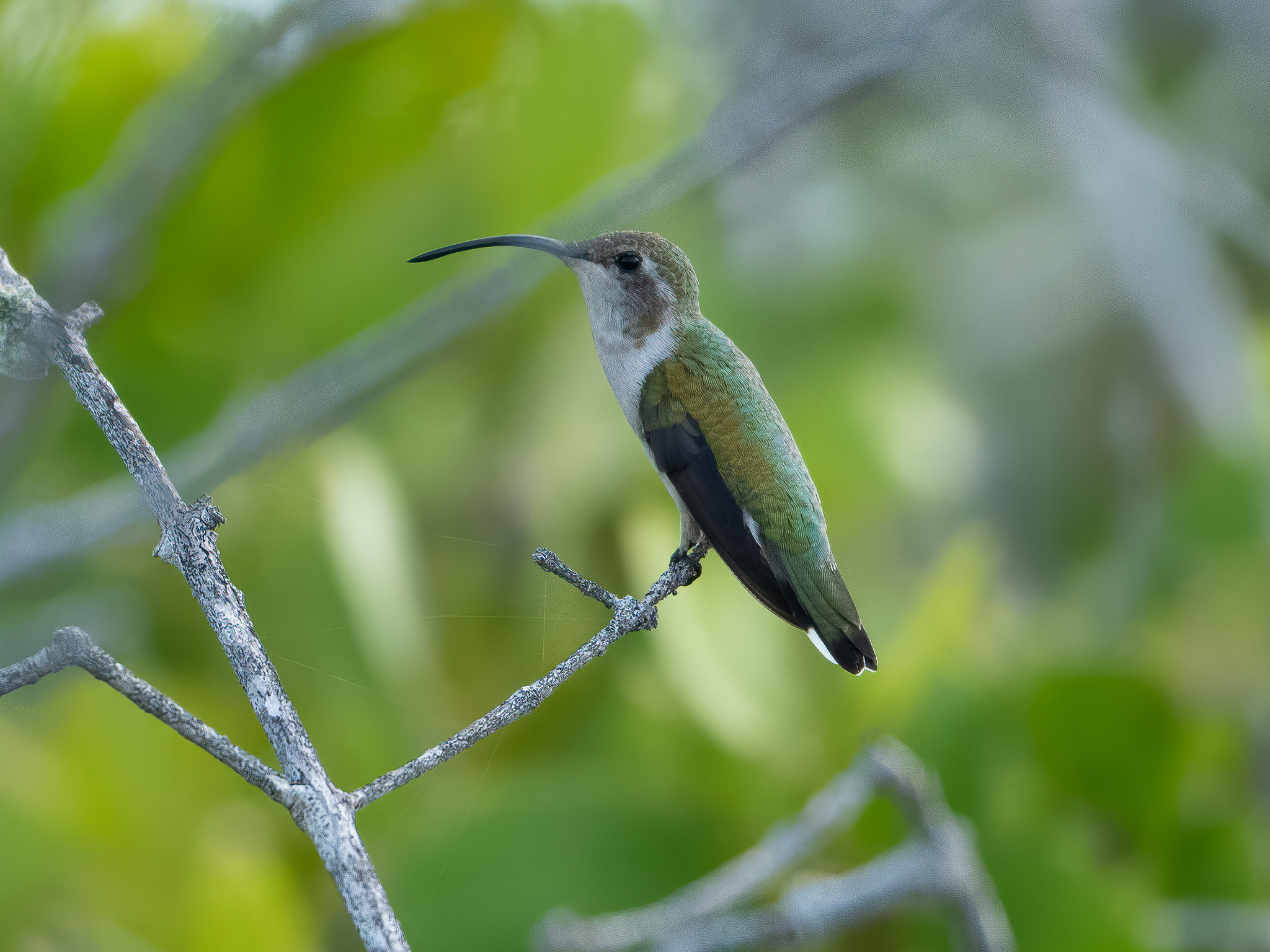
Rosenkehl-Sternkolibri, Weibchen

Der Rosenkehl-Sternkolibri erreicht eine Körperlänge von etwa 8,9 Zentimetern. Der Kolibri ist bronzebraun. Das Männchen hat einen schillernden rosaroten Ringkragen. Der Schnabel ist lang und gebogen. Der lange gabelförmige Schwanz hat außen schwarze Federn, die nach innen blass zimtfarben werden. Diese Kombination verleiht ihm einen gefleckten Ausdruck. Das Weibchen hat keinen farbigen Rundkragen. Oben ist das Weibchen bronzefarben. Der Schwanz ist relativ kurz und dessen Außenfedern sind lohfarben. Nahe dem Schwanzende durchzieht ein schwarzes Band mit kleinen Flecken die Federn.

## Verbreitung und Habitat

Verbreitungsgebiet des Rosenkehl-Sternkolibris (grün)

Der Rosenkehl-Sternkolibri bevorzugt das Gestrüpp in Küstennähe. Er kommt im zentralen Veracruz sowie im nördlichen Rand der Halbinsel Yucatán vor. Die Population in Yucatán findet sich in einem engen, etwa einen Kilometer breiten Streifen in einem Ökoton aus Mangroven und tropischem Laubwald. Vergleichsweise häufig ist der Rosenkehl-Sternkolibri im Biosphärenreservat Ría Lagartos, dem Biosphärenreservat Celestún sowie im Biosphärenreservat Bocas de Dzilám de Bravo. Die Population in Veracruz beschränkt sich auf ungestörte, trockene, laubabwerfende Wälder sowie überweidete Habitate bis etwa 25 Kilometer ins Landesinnere.

## Verhalten

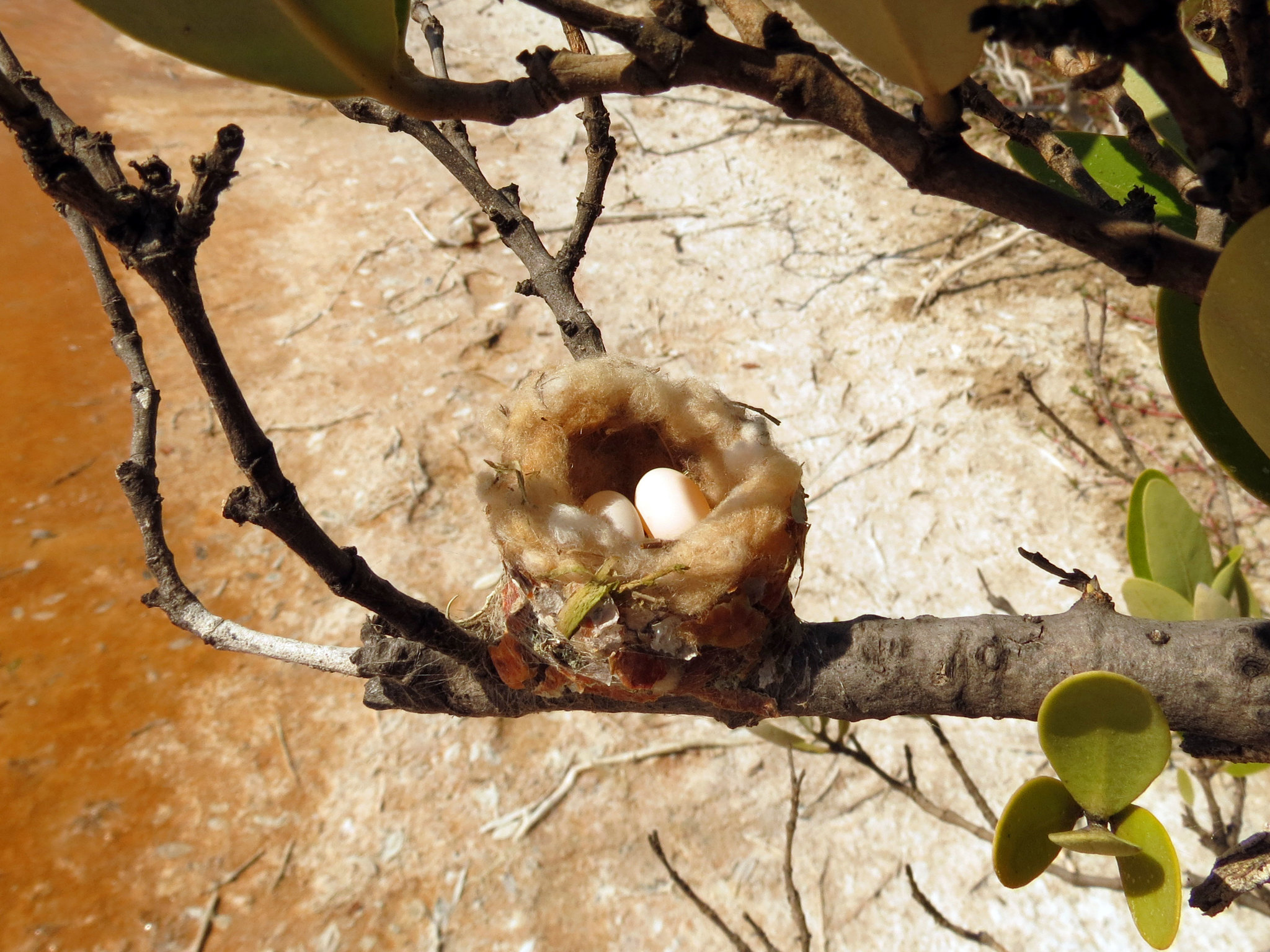
Nest des Rosenkehl-Sternkolibris mit zwei Eiern

Die Art ernährt sich vorwiegend vom Nektar der Prunkwinden, Akanthusgewächse und Malvengewächse. Außerdem frisst der Rosenkehl-Sternkolibri Arthropoden. In Veracruz ist die Brutzeit im Mai, in Yucatán von August bis April. Das Nest, in dem normalerweise zwei Eier liegen, ist kelchförmig. Es wird aus Kompost, Flechten und Spinnennetzen errichtet.

## Unterarten
Es sind keine Unterarten des Rosenkehl-Sternkolibris bekannt. Die Art ist damit monotypisch.

## Etymologie und Forschungsgeschichte
René Primevère Lesson und Adolphe Delattre beschrieben den Rosenkehl-Sternkolibri unter dem Namen Trochilus eliza. Als Fundort gaben sie Pas du Taureau zwischen Veracruz und Xalapa an. Erst später wurde die Art der Gattung Doricha zugeordnet. Doricha war eine griechische Hetäre, die mit Charaxos ein Verhältnis hatte. Ludwig Reichenbach schuf die neue Gattung im Jahr 1854 für den Scherenschwanz-Sternkolibri (Doricha enicura). Das Artepitheton eliza ehrt Elizabeth Lefèvre (1801–1877) geb. Gardey, die Frau des Marine-Arztes Amédée Lefèvre (1798–1869).